# Richard Edlund
Richard Edlund (né le 6 décembre 1940 à Fargo) est un directeur de la photographie américain spécialisé en effets spéciaux.
Membre de l'American Society of Cinematographers (ASC), il a été récompensé plusieurs fois aux Oscars.

## Biographie
Formé à l'USC School of Cinematic Arts, Edlund travaille à Industrial Light & Magic (ILM) pour Star Wars, épisode IV : Un nouvel espoir (1977).
Edlund continu de travailler avec John Dykstra sur Galactica : La Bataille de l'espace (1978) puis Star Wars, épisode V : L'Empire contre-attaque (1980), Les Aventuriers de l'arche perdue (1981) et Poltergeist (1982).
En 1983, après l'achèvement de Star Wars, épisode VI : Le Retour du Jedi (1983), Edlund créé sa propre société d'effets, Boss Film Studios. L'entreprise travaille sur des productions comme SOS Fantômes (1984), Les Aventures de Jack Burton dans les griffes du Mandarin (1986), Piège de cristal (1988), À la poursuite d'Octobre rouge (1990), Cliffhanger : Traque au sommet (1993), Alerte ! (1995) et Air Force One (1997). Boss Film Studios est l'un des premiers studios d'effets spéciaux traditionnels à passer avec succès aux effets spéciaux numériques.
Outre le travail cinématographique, Edlund développe également l'amplificateur de guitare portable Pignose (en).
Edlund était marié à Rita Kogan, la fille unique de l'entrepreneur Michael Kogan (en).